# Antonio di Anghiari
Antonio di Anghiari, Antonio d'Anghiari ou Maestro Antonio é um pintor italiano do começo do século XV, nascido em Anghiari na Toscana em uma data desconhecida. 
Antonio di Anghiari era um mestre no trabalho com tinturas, trabalhando para vários senhores e bispos da região. Um de seus alunos mais célebres foi Piero della Francesca. 